# Фортуна війни (фільм)
Фортуна війни (англ. Fortunes of War) — бойовик.

## Сюжет
Маючи потребу в грошах, американець Пітер Кернан на прохання дипломата Карла Піммлера погоджується відвезти до Камбоджі вантаж з ліками. Разом зі своїм давнім другом, камбоджійським біженцем, і дружиною Піммлера Джоанн він вирушає в джунглі, не підозрюючи, якою небезпечною буде подорож.

## У ролях
- Метт Селінджер — Пітер Кернан
- Сем Дженкінс — Джоанна Піммлер
- Гейнґ С. Нґор — Хой Туон
- Мартін Шин — Френсіс Лебек
- Майкл Айронсайд — Карл Піммлер
- Майкл Нурі — отець Аран
- Френкі Дж. Голден — Роджер Кроулі
- Вік Діас — полковник Шан
- Джон Гец — Франклін Г'юїтт
- Луї Катана — капрал
- Джуні Гамбоа — Сифу
- Ронні Франциско — Паконг менеджер готелю
- Ронні Ласаро — лейтенант, прикордонний патруль
- Адріана Агкойлі — молода тайська черниця
- Мігель Толедо — Ерік
- Гербі Гов — офіцер червоні кхмери
- Нгуйен Ван Хай — тайський солдат 1
- Бей Давао — тайський солдат 2
- Кріс Кортні — тайський солдат 3
- Джон Антоніо — тайський солдат 4
- Антоніо Б. Круз — тайський солдат 5